# Brazzaville (département)
Le département de Brazzaville (aussi désigné par les noms Nkuna, Mfwa, Mfua, Mfa, Mfaa, Mfoa, Ntamo, Kintamo, Mavula, Kintambo ou Tandala,,,) est un département de la république du Congo, instauré en 2003 par élévation de la ville de Brazzaville au statut de département. Le département est homologue à la commune correspondante.